# العلاقات الكمبودية المصرية
العلاقات الكمبودية المصرية هي العلاقات الثنائية التي تجمع بين كمبوديا ومصر.

## مقارنة بين البلدين
هذه مقارنة عامة ومرجعية للدولتين:
| وجه المقارنة                                              | كمبوديا                   | مصر           |
| --------------------------------------------------------- | ------------------------- | ------------- |
| المساحة (كم2)                                             | 181.03 ألف                | 1.01 مليون    |
| عدد السكان (نسمة)                                         | 16.01 مليون               | 94.80 مليون   |
| الكثافة السكانية (ن./كم²)                                 | 88.44                     | 93.86         |
| العاصمة                                                   | بنوم بنه                  | القاهرة       |
| اللغة الرسمية                                             | اللغة الخميرية            | اللغة العربية |
| العملة                                                    | ريال كمبودي، دولار أمريكي | جنيه مصري     |
| الناتج المحلي الإجمالي (بليون دولار)                      | 22.16 مليار               | 235.37 مليار  |
| الناتج المحلي الإجمالي (تعادل القوة الشرائية) بليون دولار | 54.37 مليار               | 998.67 مليار  |
| الناتج المحلي الإجمالي الاسمي للفرد دولار أمريكي          | 1.16 ألف                  | 3.61 ألف      |
| الناتج المحلي الإجمالي للفرد دولار أمريكي                 | 3.26 ألف                  |               |
| مؤشر التنمية البشرية                                      | 0.555                     | 0.690         |
| رمز المكالمات الدولي                                      | +855                      | +20           |
| رمز الإنترنت                                              | .kh                       | .eg، .مصر     |
| المنطقة الزمنية                                           | ت ع م+07:00               | ت ع م+02:00   |

## منظمات دولية مشتركة
يشترك البلدان في عضوية مجموعة من المنظمات الدولية، منها:
| علم المنظمة | اسم المنظمة                                                | تاريخ انضمام كمبوديا | تاريخ انضمام مصر |
| ----------- | ---------------------------------------------------------- | -------------------- | ---------------- |
|             | مؤسسة التنمية الدولية                                      | 22 يوليو 1970        | 26 أكتوبر 1960   |
|             | يونسكو                                                     | 3 يوليو 1951         | 22 يناير 1947    |
|             | وكالة ضمان الاستثمار متعدد الأطراف                         | 1 ديسمبر 1999        | 12 أبريل 1988    |
|             | الأمم المتحدة                                              | 14 ديسمبر 1955       | 24 أكتوبر 1945   |
|             | العملية المشتركة للاتحاد الأفريقي والأمم المتحدة في دارفور | ?                    | 31 يوليو 2007    |
|             | الفريق المعني برصد الأرض                                   | ?                    | فبراير 2005      |
|             | الاتحاد البريدي العالمي                                    | ?                    | ?                |
|             | البنك الدولي للإنشاء والتعمير                              | 22 يوليو 1970        | 27 ديسمبر 1945   |
|             | الاتحاد الدولي للاتصالات                                   | 10 أبريل 1952        | 9 ديسمبر 1876    |
|             | مؤسسة التمويل الدولية                                      | 26 مارس 1997         | 20 يوليو 1956    |
|             | المركز الدولي لتسوية المنازعات الاستشارية                  | 19 يناير 2005        | 2 يونيو 1972     |
|             | منظمة التجارة العالمية                                     | ?                    | 30 يونيو 1995    |
|             | منظمة الشرطة الجنائية الدولية                              | ?                    | 7 سبتمبر 1923    |

## وصلات خارجية
- موقع وزارة الخارجية الكمبودية
- موقع وزارة الخارجية المصرية